# Heksene
Heksene (deutsch „Die Hexen“) ist eine Kinderoper des norwegischen Komponisten Marcus Paus, basierend auf dem gleichnamigen Kinderbuch (orig. The Witches) von Roald Dahl. Die Textfassung stammt vom Vater des Komponisten, dem Musiker Ole Paus. Die Oper wurde 2008 speziell für die norwegische Musikerin und Schauspielerin Tora Augestad geschrieben und wurde seitdem mehrfach in Norwegen und im Ausland aufgeführt. Es ist neben zwei anderen Kinderopern von Paus eine der wenigen neueren Opern in norwegischer Sprache.
Die Handlung folgt dem originalen Kinderbuch und erzählt aus der Perspektive eines Ich-Erzählers die Geschichte eines Jungen, der bei seiner Großmutter in Norwegen lebt, und der eine Verschwörung der Hexen der Welt gegen Kinder konfrontiert.